# Река, Блерим
Блерим Река (макед. Блерим Река, алб. Blerim Reka; род. 22 мая 1963, Скопье, СР Македония, Югославия) — академик албанского происхождения из Северной Македонии. В 2019 году выставил свою кандидатуру в качестве независимого кандидата на президентских выборах в Северной Македонии.

## Биография
Родился 22 мая 1963 года в Скопье (СФР Югославия), где окончил среднюю школу. Затем, Блерим Река окончил юридический факультет Приштинского университета.
Блерим Река работал послом Республики Македонии в Европейском союзе в Брюсселе. Также занимал дипломатические и юридические должности, в том числе был советником президента Республики Косово по вопросам интеграции в Европейский союз. Затем, был юридическим советником правительства Республики Македонии и членом экспертной группы по национальной стратегии и интеграции в Европейский союз. С 2002 года Блерим Река является профессором международного права, международных отношений и права Европейского союза в Юго-восточном европейском университете. Он имеет докторскую степень в области международного публичного права, а также гражданского и экономического права. Является автором 18 книг.
5 марта 2019 года Блерим Река в качестве независимого кандидата (при поддержке албанской оппозиции) выдвинул свою кандидатуру на президентских выборах в Северной Македонии, собрав все необходимые подписи для участия в выборах. Согласно заявлениям Альянса за албанцев и партий BESA, кандидатуру Блерима Река поддержали более 11 000 граждан Северной Македонии.
21 апреля 2019 года занял третье место на президентских выборах в Северной Македонии, получив 79,915 голосов избирателей (10,57 %).